# Kurt Werner Sänger
Kurt Werner Sänger (* 25. August 1950 in Gönnern) ist ein mittelhessischer Dialekt- und Heimatdichter im Hinterländer Platt und Lokaljournalist. Langjähriges Mitglied im Institut für Regionale Sprachen und Kulturen/Institute for Regional Languages and Cultures, Internationales Dialektinstitut. Vom Februar 2018 bis September 2019 Mitglied im Landesvorstand des VS Hessen, des Verbandes deutscher Schriftstellerinnen und Schriftsteller in der Gewerkschaft ver.di. Er veröffentlicht seit den 1980er Jahren oberhessische Satiren, Gedichte, Kurzgeschichten, Fabeln sowie Beteiligungen an Übersetzungen in Anthologien, Ton- und Filmwerken.

## Leben
Sänger wurde in „geduckten Stuben und Ställen“ im Gladenbacher Bergland am Oberlauf der Lahn (Hessisches Hinterland) als dritter Sohn der Fabrikarbeiterin und Kantinenköchin Irmgard Kernekampf und des Eisenbahnhandwerkers Karl Sänger geboren. Die Eltern betrieben zugleich eine nebenberufliche und selbstversorgende Land- und Waldwirtschaft. Nachdem Sänger die Volksschule in Gönnern abgeschlossen hatte, absolvierte er eine Ausbildung als Postjungbote zum Postschaffner in Dillenburg. Er legte eine Externenprüfung zur Fachhochschulreife ab und studierte Sozialarbeit in Fulda und Frankfurt am Main. Er arbeitete unter anderem als Eisenbahnpacker und Flughafenarbeiter, freier Autor, Lokalreporter (Frankfurter Neue Presse, Wetterauer Zeitung) und als Musikant, war Mitstreiter in der Release-Bewegung, unter anderem ehrenamtlich als Streetworker, und war als Angestellter in der Personal- und Sozialverwaltung im IB-Jugendsozialwerk tätig, heute Internationaler Bund. Bis 2015 war er Mitglied der Partei Bündnis 90/Die Grünen und Ortsbeiratsmitglied in Bad Vilbel-Dortelweil. Heute ist er partei- und konfessionslos, verheiratet, ein gemeinsamer Sohn.

## Veröffentlichungen (Auswahl)
- Gemorje Hinnerlaand, Lieder, Lyrik und Burlesken, Gruppe Odermennig, Langspielplatte, Regie: Alwin Michael Rueffer, Verein zur Kulturförderung in Hessen (Hrsg.), Vertrieb: Quadriga-Ton Dreieich 1984, DNB 352313609.
- Kulturmodelle in der Provinz, Folk- und Volksmusikfestival, Ton- und Textdokumentation, Literaturtage in Niederösterreich, Internationales Dialektinstitut, Hans Haid (Hrsg.), Eggenburg/Wien 1984.
- Dichten im Dialekt, Anthologie sprachwissenschaftlicher und literarischer Beiträge, Referate der Tagung und Textbeiträge der teilnehmenden Autoren / Marburger Literaturtag 1985, Armin Klein (Kulturwissenschaftler), Heinrich J. Dingeldein, Joachim Herrgen (Hrsg.), Jonas-Verlag, Marburg 1985, ISBN 3-922561-46-2.
- schwortswaise raabooche - stille, raue Wörter aus dem Hinterland, Radierungen Klaus Schlosser, mit Beiträgen von Heinrich J. Dingeldein und Peter Härtling, Jonas Verlag, Marburg 1987, ISBN 3-922561-53-5.
- Deheem - Odermennig und das Hinterland, Fernsehfilm, Text und Rezitation, Regie: Wolfgang Würker, Sendereihe Nachtlicht, Hessischer Rundfunk, Frankfurt 1987.
- Grenzenlos Anthologie, Übersetzungen aus Werken von Hans Haid, Julian Dillier und Ludwig Soumagne. Verlag Van Acken, Krefeld 1988, ISBN 3-923140-31-2.
- Die Litanei. Anthologie, Übersetzung des gleichnamigen Werkes von Ludwig Soumagne, Band 1, Van Acken Verlag, Krefeld 1988, ISBN 3-923140-32-0.
- Handbuch Hessischer Autoren, Anthologie des Verbandes Deutscher Schriftsteller (VS), Autoren in Hessen, dipa-Verlag, Frankfurt 1993, ISBN 3-7638-0197-0.
- Deutsche Mundarten an der Wende, Anthologie deutschsprachiger Dialektautoren, Bernd J. Diebner, Rudolf Lehr (Hrsg.), Verlag Rhein-Neckar-Zeitung, Heidelberg 1995, ISBN 3-929295-18-0.
- Heimatklänge – Dialekt in Deutschland (4), Bembelsänger, Dippegucker und Ossenköppe, Dialekt und regionale Identität in Hessen, Ulrike Köppchen, Hessischer Rundfunk 2004.
- Hinterländer Totentanz, Erster Gesang, Gönnernsche Ode an den Tod, Europäische Totentanz-Vereinigung, Danses Macabres d´ Europe, Text zum Thema Tod, Fotos mit Rudolf Kraft, Düsseldorf 2004, ISSN 1618-7962 und „schwädds“, Zeitschrift für Mundart Nr. 31, Mundartgesellschaft Württemberg, Wilhelm Karl König (Hrsg.), Reutlingen 2013, ISSN 0933-7024.
- Moiserisch Emil, von der Dienlichkeit der Dummheit, zweisprachige Kindergeschichte mit Illustrationen von Leonore Poth, CoCon Verlag, Hanau 2017, ISBN 978-3-86314-333-6.
- Hinterländer Totentanz - Gönnernsche Oden an den Tod, Zweiter Gesang, Der neue Landbote, Internetzeitung Rhein-Main/Mittelhessen, Münzenberg 2020.
- Dialekte gegen volkstümliche Krähwinkelei, Der neue Landbote, a. O., Münzenberg 2020.
- Deam Foks sain Duud - Reinekes Ende, lokalpolitische Satire vom Fressen, Verraten und Umbringen, verlagsfrei, Selbstverlag, Bad Vilbel.
- Huschemool & Guggemool, lokalpolitische Satire vom Verschwinden Wörter, Der neue Landbote a. O., Münzenberg 2020.